# Лойе, Дэвид
Дэвид Эллиот Лойе (англ. David Elliot Loye; 26 апреля 1925, Пало-Алто, Калифорния — 24 января 2022) — американский психолог и ученый-эволюционист, социальный психолог, а также футуролог. Доктор философии (1976), фул-профессор, преподавал в Принстоне и UCLA School of Medicine. Лауреат Anisfield-Wolf Book Award (1971).
Почетный доктор Saybrook University (2008). Вместе с супругой Риан Айслер принял ключевое участие в развитии науки об эволюционных системах.
Начинал в журналистике, указывается пионером в области тележурналистики. 
Автор многих книг, в частности о Дарвине, по моральной эволюции, теории эволюции, истории, футуристике и о социальном активизме; одна из самых известных — «Утраченная теория Дарвина: мост к лучшему миру» (2007).  

## Биография и творчество
Правнук Лютер Бёрбанка.
Когда Дэвиду был год, его семья перебралась в Миннесоту, где он рос в Уайт-Бэр-Лейке, а затем же - в Бартлсвилле (Оклахома).
Ветеран Второй мировой войны (репортером на флоте); затем работал телевизионным репортером. Вспоминал: "Особое значение для моих исследований в области социальных наук имеет то, что это укрепило меня в неверии на слово авторитетам, а скорее в докапывании до фактов". 
Окончил Дартмутский колледж (1948) по специальности психология. В возрасте 38 лет поступил в аспирантуру Новой школы социальных исследований, получит там степени магистра в области доклинической психологии личности в 1966 году, и доктора философии в области социальной психологии, с дополнительной специализацией в области социологии, в 1976 году. (Вспоминал: «Моя подготовка основывалась на Фрейде и Юнге, но самое главное — на теории поля Левина», — причем работы последнего оказали на него наибольшее влияние.)
В те же годы работал в качестве репортера текущих фундаментальных исследований в том, что тогда было крупнейшим в мире образовательным исследовательским центром, поддерживаемым Educational Testing Service в Принстоне.
Получению докторской степени предшествовало написание им книги, удостоившейся национальной премии Anisfield-Wolf Book Award (1971). Данная работа была посвящена решению проблемы расизма в Америке и называлась «Исцеление нации» (автор «посвятил книгу Курту Левину и великому чернокожему социологу У. Э. Б. Дюбуа»). Лойе отмечал, что в ней «написал свою первую „Программу для президента“, в которой взял работу Левина и соотнес ее со своим предыдущим опытом работы на телевидении — о том, как на самом деле довольно быстро продвинуть нас вперед в вопросе расовых различий».
Затем выпустил три книги по футуристике, в области которой и получил известность, прежде чем переключится на вопросы эволюционизма. 
Преподавал в Принстоне (1971-72), откуда перешел в UCLA School of Medicine (1972—1978), где стал директором по исследованиям Нейропсихиатрического института. Руководил исследованием влияния массовых развлечений на эволюцию человека. Станет соучредителем многонациональной исследовательской группы General Evolution (GERG) (в 1986, вместе с Ralph Abraham (mathematician)) и World Futures: The Journal of General Evolution (в 1991), состоял членом редколлегии последнего. Также соучредитель - совместно с супругой - Center for Partnership Systems (CPS) в 1987, вице-президентом которого являлся, Общества теории хаоса в психологии и науках о жизни (SCTPLS) в 1991, а в 2005 году станет основателем, наряду с Полом Маклином и Карлом Прибрамом, Проекта Дарвина (www.thedarwinproject.com). Почетный доктор Saybrook Graduate School and Research Center (2008).
Ранние работы были посвящены психосоциальной адаптации и нейропсихиатрии.
«Возможно, лучшим, что я когда-либо писал» — называл свой труд «Река и звезда: потерянная история великих исследователей лучшего мира».
Так как у него не получилось опубликовать свою работу о Дарвине в мейнстримном издании, поскольку оная нарушала общепринятые академические взгляды, Д. Лойе основал собственную издательскую компанию Benjamin Franklin Press. 
Ключевой из своих шести книг об открытии Дарвина в серии Darwin Anniversary Cycle указывал «Утраченную теорию Дарвина» {Рец. Daniel S. Levine}. Первой же в ней стала «Утраченная теория любви Дарвина». Отмечал, что его изучение моральной эволюции началось с «Исцеления нации».
Его книга «Стрела сквозь хаос» (2000), по мнению автора, имеет особое значение для развенчания господствующего мнения о том, что теория хаоса доказала, что предсказание будущего невозможно.
Также автор многих статей в научных журналах, публиковался в Behavioral Science, Zygon, Journal of Communications, Interdisciplinary Journal of Partnership Studies, Journal of Futures Studies, Tikkun. Удостоился фестшрифта The Dialectics of Evolution: Essays in Honor of David Loye (под ред. Alfonso Montuori) (1997).
Супруга — известная писательница и теоретик культурной эволюции Риан Айслер, с которой писал в соавторстве.
Лойе также творил в жанре детской литературы. Автор Grandfather’s Garden  (2019). В политике критиковал Буша и поддерживал Обаму.

## Публикации
- «Страсть к лидерству: психология идеологии» (Джосси-Басс, 1977)
- «Познаваемое будущее: психология прогнозирования и пророчества» (Wiley, 1978)
- Сфинкс и радуга: мозг, разум и видение будущего (New Science Library, 1983; Bantam New Age, 1984)
- «Стрела сквозь хаос: как мы видим будущее» (Park Street Press, 2000)
- «Вторая революция Дарвина»
- «Making It In the Dream Factory: Creativity, Prediction, and Survival in Hollywood and the Global Marketplace»

Редактор
- «Великое приключение: к полностью человеческой теории эволюции» (2004; с предисловием Mihaly Csikszentmihalyi)[4]